# Emil Hartmann
Emil Hartmann (Copenhague, Dinamarca; 1 de febrero de 1836-Íb., 18 de julio de 1898) fue un compositor danés, hijo mayor de Johan Peter Emilius Hartmann y cuñado de Niels Gade y August Winding. Su hijo Oluf Hartmann fue un pintor.
Recibió su primera educación de su padre Johan Peter Emilius y de su cuñado Niels Gade. Ya desde pequeño, mostró dotes para la composición. Estudió en la Universidad de Copenhague. En 1858, realizó su primera obra importante, cuando a él y a August Winding les encargaron componer la música para el ballet Fjeldstuen de August Bournonville.
En 1859, recibió una beca y se fue a estudiar a Alemania, donde pasó la mayor parte del tiempo en Leipzig. Después de volver a Dinamarca, desde 1861, consiguió un puesto de organista en la Iglesia de San Juan de Copenhague y desde 1871, en la Capilla del Palacio de Christiansborg.

## Obras
A continuación se listan algunas de sus obras:
- Op. 1 Cuatro canciones sobre textos de Emil Aarestrup y Christian Winther (1857)
- Pasión Himno (soprano, coro y orquesta, 1858)
- Flejdstuen (ballet compuesto junto con August Winding, 1859)
- Op. 2 Halling og Menuet (música de la boda) - Danza folclórica nórdica n.º 4
- Op. 3 Baile de primavera - Danza folclórica nórdica n.º 5
- Una noche de las montañas (singspiel, 1863)
- Cantata para la inauguración de la Johanneskirke (coro y órgano, 1864)
- Canciones de boda (coro y orquesta, 1864)
- Op. 4 Elver Girl (de la ópera, 1867)
- Op. 5 Quinteto con piano (1865)
- Op. 6 Sinfonía en re menor
- Op. 6a Viejos recuerdos - Danza folclórica nórdica n.º 2
- Op. 6b Elver girls and hunters - Danza folclórica  nórdica n.º 3
- Op. 7 Suite (reelaborado como Op. 43)
- Op. 8 La sirenita (solistas, coro y orquesta)
- Op. 9 Sinfonía en mi menor
- La Sirenita (listada en 1867)
- Op. 10 Trío de piano (1867)
- Op. 11 Sonata para piano en la menor (1868)
- Cantata para las bodas de plata de Rudolf y Signe Puggård (coro y piano, 1868)
- Op. 12 Andante y allegro (piano)
- Sinfonía en si bemol mayor (1871)
- Op. 13a Invierno y Vaar (coro y orquesta, 1872)
- Dæmring (preludio de ballet Valdemar, 1872)
- Corsica transferees (singspiel, 1873)
- Op. 14 Cuarteto de cuerda en la menor
- Op. 15b 4 Canciones (coro masculino)
- Op. 16 Arabesco-Capricho (piano)
- Op. 17 Sonata facile e instructivo (piano)
- Op. 18 Scherzo - Danza folclórica nórdica N.º 1
- 14 Pequeñas Ccnciones para Ungommen (publicado en 1876)
- Op. 19 Concierto para violín en sol menor (1879)
- Op. 24 Serenata para clarinete, violonchelo y piano (1877)[2]
- Op. 25 Hærmændene på Helgeland (obertura de concierto, 1878)
- Op. 26 Concierto para violonchelo en re menor (ca. 1879)
- Op. 27 4 Canciones (coro masculino)
- Op. 29 Sinfonía n.º 1 en mi bemol mayor (1879)
- Op. 31 4 Piezas para piano
- Op. 32 Un Carnaval Fest (orquesta, 1882)
- Op. 33 Hacia la Luz (coro y orquesta)
- Jean-Marie (obra teatral, 1883)
- Op. 34a Sinfonía n.º 2 en la menor Fra Riddertiden (De los caballeros) (1880? 1883?)
- Op. 35b Canciones (1885)
- Op. 37 Cuarteto de cuerda en do menor
- Op. 38 Cuarteto de cuerda (1886)
- Op. 39 Dance Suite n.º 1 (orquesta, ca. 1889)
- Op. 40 Hakon Jarl (poema sinfónico, 1887)
- Op. 42 Sinfonía n.º 3 en re mayor (1887)
- Op. 43 Serenata para flauta, oboe, 2 clarinetes, 2 fagotes, 2 trompas, violonchelo y contrabajo (ca.1885)
- Op. 44 Obertura Escocesa (orquesta, ca. 1889)
- Kristian d. Anden (drama, 1889)
- Marcha festiva escandinava (ca. 1889)
- Op. 45 Dyvekesuite (música por Kristian d. Anden, ca. 1890)
- Op. 46 Obertura Pastorale (1882)
- Op. 47 concierto para piano en fa menor (1891)
- Una Tormenta en una Taza de Té (1892)
- La Isla de Sydhavet (drama, 1893)
- Op. 49 Sinfonía n.º 4 en re menor (1893)
- Ragnhild (Runas máginas, ópera reescrita en 1896)
- Boda en Hardanger (ballet, ca. 1896)
- Det store Lod (ópera cómica, 1896)
- Por el Verano (coro y orquesta)
- Rinaldo (solistas, coro y orquesta)
- Idilio (solista y orquesta)
- 4 Canciones espirituales
- 6 Cuartetos para voces masculinas
- Efterklang til Tyrfing
- Sonata para piano en sol mayor
- Cuarteto n.º 1 (clarinete, violín, viola y violonchelo)
- Cuarteto n.º 2 (clarinete, violín, viola y violonchelo)